# Makoki (revista)
"Makoki" va ser una revista de còmics de caràcter underground. editada entre 1982 i 1993, primer per Ediciones La Cúpula i després per Ediciones Makoki.

## Primera època (1982-1984)
La revista Makoki va ser llançada per Josep Maria Berenguer per aprofitar l'èxit de la revista "El Víbora" i del personatge homònim, creat per Felipe Borrallo, Mediavilla i Gallardo.
Dirigida la revista per aquest últim dibuixant, va formar part de l'anomenat "boom del còmic adult a Espanya", i va durar fins a 1984, difonent un material vinculat al còmic underground, similar al de la seva germana major, però més orientat a l'humor cafre i amb una línia més lletgita, l'anomenada "línia chunga". Va publicar a autors espanyols com Calpurnio, Alberto Calvo, Damián Carulla, Mauro Entrialgo, el propi Gallardo, Kim, Martí, Mediavilla, Montesol, Simónides, Vázquez, i estrangers com Gilbert Shelton i Philippe Vuillemin.
El seu primer editorial començava així:
| « | Hola chonis ...pues ejem... Aquistamos, dando la soba otra vez con las mismas historias de violencia gratuita de siempre además hemos recogido unos cuantos majaras (estos de verdad oyessss!) nacionales y astranjeros que no hay nada más que echarle un vistazo al sumario pa percatarse.....y de makoki que os vamos a contar pues que sigue igual... con los cuatro cablesen el tarro y metiendose en peniculas mas gordas cada vez... eso si con unos cuantos años mas encima. | » |

### Col·laboradors i personatges
Durant la seva edició, a més de Makoki com a personatge fix, va haver-hi altres personatges i sèries, Buitre buitraker de Miguel Gallardo; Don vito and Co de Montesol; Chunchita i Marilin de Mediavilla, Murillo i Gallardo al n. 14; Los primos de Javi Soler; Los hermanos Aguirre de Vallès; Azagra amb A la barra i els grans fets del món modern; Pedro Oses i Javier Mina amb la seva sèrie bèl·lica; Calpurnio amb el seu Cutlas i altres històries soltes. Dibuixants habituals, Simónides, Tonnino, Mauro Entrialgo i també Max (3 historietes de la Barrila Bar), i per part estrangera, Gilbert Shelton amb les seves Furry Freak Brothers, Guía del motor i una història de Wonder Warthog, Vullemin, Kurtzman, Adans, Robert Williams, etc.
| Números | Data | Títol             | Autor               | Procedència |
| ------- | ---- | ----------------- | ------------------- | ----------- |
| 1       | 1982 | Buitre Buitaker   | Gallardo            |             |
| 1       | 1982 | Familia           | Vallès              |             |
| 1       | 1982 | Makoki            | Murillo, Mediavilla |             |
| 1       | 1982 | Jojito            | Montesol            |             |
| 1       | 1982 | Don Vito          | Montesol            |             |
| 1       | 1982 | Paquito el Mangui | Murillo, Mediavilla |             |

La col·lecció va aconseguir fins al núm. 17 però va haver-hi dos nombres dobles: 7/8 i 12/13, des del nunero 5 amb temàtiques especials: Tele, el nº5; superherois, el nº6; vacances, nº7-8; agents secrets, nº9; mili, nº10; atur, nº11; Nadal, nº12-13; Europa és asin, nº14; moguda, nº15; kopon, nº16; porno dur, nº17.
Quaderns grapats amb 52 pàgines, amb la coberta en color.

## Segona època (1989-1993)
Una segona època de la revista va començar en 1989, editada llavors per Borrayo. Va estar dirigida, en els seus primers nombres, per Alberto Calvo, creador del personatge Supermaño, i posteriorment per Damián Carulla. Va publicar diversos autors del Makoki de la primera època, Azagra, Calpurnio, Valls, als quals es van afegir autors veterans com, el gran Vázquez, Jordi Bernet i Cussó, Enrique Sánchez Abulí, Nazario, Sánchez Zamora (Josep Maria Beà), Onliyú, Andreu Martín i Farrero, Alfonso Tamayo, Miguel Ángel Martín, Kim, Maitena, a més d'una més jove generació Mauro Entrialgo, Garcés, Das Pastoras, Quim Bou, Manel Fontevila i nombrosos dibuixants espanyols. Autors estrangers van ser pocs i cal destacar a Tabare, Alejandro Pose, Lager, i el polèmic Willen, autor de l'àlbum d'humor negre Hitler-SS, que fou prohibida i li costà un judici.
| Números | Data | Títol                      | Autor                                          | Procedència  |
| ------- | ---- | -------------------------- | ---------------------------------------------- | ------------ |
| 1       | 1989 | Makoki                     | Felipe Borrallo/Damián Carulla                 | El Víbora    |
| 1       | 1989 | Supermaño                  | Alberto Calvo                                  | El Víbora    |
| 1       | 1989 | Herminio Bolaextra         | Mauro Entrialgo                                | TMEO         |
| 1       | 1989 | Cuttlas                    | Calpurnio                                      | El Japo      |
| 1       | 1989 | Dioxenes                   | Martí                                          | Nova         |
| 1       | 1989 | El sicario Macario         | Martí                                          | Nova         |
| 1       | 1989 | Ovidio, vicioso del vidrio | Carlos Azagra                                  | Nova         |
|         | 1991 | Brian the Brain            | Miguel Ángel Martín                            | Krazy Comics |
|         |      | Hitler=SS                  | Jean-Marie Gourio, Philippe Vuillemin i Gondot | Hara-Kiri    |
|         | 1992 | El buitre es ave de paso   | Enrique Sánchez Abulí/Oswald                   |              |
|         | 1992 | Historias negras           | Enrique Sánchez Abulí/Jordi Bernet i Cussó     |              |

Va aconseguir els 34 nombres ordinaris més 3 extraordinaris.
Quaderns d'historietes amb interior en blanc i negre més cobertes en color. A partir del número 12, les 16 pàgines centrals es van imprimir en bicolor.
Entre els nombres 13 i 30 es va incloure un encarte central que consistia en un quadern engrapat de 24,50 x 17 cm. amb 16 pàgines en blanc i negre. Va portar el titlulo de Psikomoko i va contenir historietes diverses.
Entre els nombres 31 i 33, l'encartament central va deixar d'anomenar-se Psikomoko i va passar a serialitzar la historieta "El buite es una ave de paso" d'Enrique Sánchez Abulí i Oswald.